# París-Niça 1968
La París-Niça 1968 fou la 26a edició de la París-Niça. És un cursa ciclista que es va disputar entre el 7 de març i el 15 de març de 1968. La cursa fou guanyada per primer cop per un alemany, Rolf Wolfshohl de l'equip Bic. Ferdinand Bracke (Peugeot-BP-Michelin) i Jean-Louis Bodin (Frimatic-Wolber-De Gribaldy) completaren el podi. L'alemany s'endugué, a més, un cotxe Volvo valorat en 18.000 francs com a premi per la seva victòria.
En les classificacions secundàries Wilfried David (Flandria-De Clerck) s'emportà la classificació de la muntanya, Valere van Sweevelt (Smith's) guanyà la classificació per punts i el conjunt Bic la d'equips.

## Recorregut
El recorregut de 1.461 kilòmetres està dividit en 10 etapes i un pròleg: set en línia, dues contrarellotges individuals (el primer i l'últim dia) i una contrarellotge per equips. La quarta i vuitena etapa es divideixen en dos sectors. Durant la setena etapa es puja per primer cop el Mont Faron. Una marca d'esquís dona un premi al corredor que faci el seu descens més ràpid. Lucien Aimar se l'emporta per davant de Jacques Anquetil i Jan Janssen.

## Participants
En aquesta edició de la París-Niça hi prengueren part 88 corredors dividits en 11 equips: Peugeot-BP-Michelin, Pelforth-Sauvage-Lejeune, Faema, Bic, Smith's, Mercier-BP-Hutchinson, Willem II-Gazelle, Zimba-Automatic, Flandria-De Clerck, Frimatic-Wolber-De Gribaldy i Caballero. L'equip espanyol Fagor-Fargas havia estat convidat per l'organitzador Jean Leulliot, però finalment no hi participà.
Wolfshohl donà positiu al Mundial de ciclocròs però va poder participar en la París-Niça i a la Milà-San Remo en no haver rebut encara el correu que fes oficial la seva suspensió. Jacques Anquetil inicialment no havia de participar per problemes amb el seu director d'equip Raphaël Géminiani, però la intervenció de la seva dona i del seu representant, Christian Darras, va fer que el problema se solucionés i el campió francès finalment disputà la prova.
La prova l'acabaren 59 corredors.

## Desenvolupament
La prova s'inicia amb un curt pròleg disputat de nit a una temperatura de dos graus sota zero que no crea diferències. Charly Grosskost el guanya traient-li 4 dècimes de segon a Eddy Merckx convertint-se així en el primer líder d'aquesta edició.
Abans de la primer etapa es fa un minut de silenci en record del guanyador de l'any anterior Tom Simpson. La victòria és per a Léo Duyndam que és el més ràpid en un grup que li treu onze segons als favorits. Gràcies a aquesta petita diferència Harry Steevens - tercer a la línia de meta - aconsegueix el lideratge, però l'endemà el perd en favor de Merckx. La 3a etapa se l'endú el belga Valere van Sweevelt que resol una fuga que no preocupa als homes de la general i on hi ha el futur director general del Tour de França Jean-Marie Leblanc.
L'endemà els ciclistes s'enfronten a una etapa dividida en dues sectors. En la contrarellotge per equips del primer sector Merckx amplia el seu avantatge al capdamunt de la general, ja que el seu equip venç però en el segon sector el belga abandona per problemes en un genoll. Ferdinand Bracke és el nou líder al fer segon a l'etapa - per darrere de Valere van Sweevelt - i treure més d'un minut a la resta de favorits.
Bracke manté el mallot blanc tot i que en la cinquena etapa Jan Janssen guanya amb més de tres minuts d'avantatge. Després d'una etapa guanyada a l'esprint per Walter Godefroot arriba la setena i decisiva etapa. En la pujada al Mont Faron Rolf Wolfshohl deixa enrere a Bracke i es posa líder destacat. L'alemany és el guanyador virtual de la prova quan falta un darrer dia de competició dividit en dos sectors. En el primer arriba una fuga que li dona la victòria a José Samyn. En la contrarellotge final al Passeig dels Anglesos Bracke s'exhibeix però els 55" que li treu a Wolfshohl són insuficients, ja que l'alemany li portava gairebé quatre minuts d'avantatge.

## Resultats de les etapes
| Etapes              | Data       | Recorregut                    | Km       | Vencedor d'etapa    | Líder de la general |
| ------------------- | ---------- | ----------------------------- | -------- | ------------------- | ------------------- |
| Pròleg              | 7 de març  | Athis-Mons (CRI)              | 4 km     | Charly Grosskost    | Charly Grosskost    |
| 1a etapa            | 8 de març  | Athis-Mons - Blois            | 185 km   | Léo Duyndam         | Harry Steevens      |
| 2a etapa            | 9 de març  | Blois - Nevers                | 189 km   | Walter Godefroot    | Eddy Merckx         |
| 3a etapa            | 10 de març | Nevers - Marcigny             | 175 km   | Valere van Sweevelt | Eddy Merckx         |
| 4a etapa, 1r sector | 11 de març | Marcigny - Charlieu (CRE)     | 40 km    | Faema               | Eddy Merckx         |
| 4a etapa, 2n sector | 11 de març | Charlieu - Saint-Étienne      | 135 km   | Valere van Sweevelt | Ferdinand Bracke    |
| 5a etapa            | 12 de març | Saint-Étienne - Bollène       | 197 km   | Jan Janssen         | Ferdinand Bracke    |
| 6a etapa            | 13 de març | Pont-Saint-Esprit - Marignane | 212 km   | Walter Godefroot    | Ferdinand Bracke    |
| 7a etapa            | 14 de març | Marignane - Toló              | 129.5 km | Wilfried David      | Rolf Wolfshohl      |
| 8a etapa, 1r sector | 15 de març | Toló - Antibes                | 147 km   | José Samyn          | Rolf Wolfshohl      |
| 8a etapa, 2n sector | 15 de març | Antibes - Niça (CRI)          | 29.7 km  | Ferdinand Bracke    | Rolf Wolfshohl      |

## Etapes

### Pròleg
7-03-1968. Athis-Mons, 4 km. CRI
|    | Ciclista            | Equip                    | Temps  |
| -- | ------------------- | ------------------------ | ------ |
| 1  | Charly Grosskost    | Bic                      | 5' 06" |
| 2  | Eddy Merckx         | Faema                    | m. t.  |
| 3  | Cyrille Guimard     | Mercier-BP-Hutchinson    | + 5"   |
| 4  | Jos van der Vleuten | Peugeot-BP-Michelin      | m. t.  |
| 5  | Jacques Anquetil    | Bic                      | m. t.  |
| 6  | Raymond Poulidor    | Mercier-BP-Hutchinson    | + 7"   |
| 7  | Claude Guyot        | Pelforth-Sauvage-Lejeune | m. t.  |
| 8  | Ferdinand Bracke    | Peugeot-BP-Michelin      | + 8"   |
| 9  | Bernard Guyot       | Pelforth-Sauvage-Lejeune | + 9"   |
| 10 | Harry Steevens      | Willem II-Gazelle        | m. t.  |

### 1a etapa
8-03-1968. Athis-Mons - Blois, 185 km.
|    | Ciclista            | Equip                    | Temps      |
| -- | ------------------- | ------------------------ | ---------- |
| 1  | Léo Duyndam         | Smith's                  | 4h 01' 01" |
| 2  | Michael Wright      | Bic                      | m. t.      |
| 3  | Harry Steevens      | Willem II-Gazelle        | m. t.      |
| 4  | Rolf Wolfshohl      | Bic                      | m. t.      |
| 5  | Victor van Schil    | Faema                    | m. t.      |
| 6  | Willy Monty         | Pelforth-Sauvage-Lejeune | + 5"       |
| 7  | Edward Sels         | Bic                      | + 11"      |
| 8  | Guido Reybrouck     | Faema                    | m. t.      |
| 9  | Eddy Merckx         | Faema                    | m. t.      |
| 10 | Valere van Sweevelt | Smith's                  | m. t.      |

### 2a etapa
9-03-1968. Blois - Nevers 189 km.
|    | Ciclista              | Equip                       | Temps      |
| -- | --------------------- | --------------------------- | ---------- |
| 1  | Walter Godefroot      | Flandria-De Clerck          | 4h 48' 51" |
| 2  | Edward Sels           | Bic                         | m. t.      |
| 3  | Eddy Merckx           | Faema                       | m. t.      |
| 4  | Michael Wright        | Bic                         | m. t.      |
| 5  | Léo Duyndam           | Smith's                     | m. t.      |
| 6  | Carmine Preziosi      | Frimatic-Wolber-De Gribaldy | m. t.      |
| 7  | Georges Vanconingsloo | Peugeot-BP-Michelin         | m. t.      |
| 8  | Maurice Izier         | Frimatic-Wolber-De Gribaldy | m. t.      |
| 9  | Frans Brands          | Smith's                     | m. t.      |
| 10 | Jean-Louis Bodin      | Frimatic-Wolber-De Gribaldy | m. t.      |

### 3a etapa
10-03-1968. Nevers - Marcigny 185 km.
|    | Ciclista            | Equip                    | Temps      |
| -- | ------------------- | ------------------------ | ---------- |
| 1  | Valere van Sweevelt | Smith's                  | 4h 49' 37" |
| 2  | Christian Robini    | Mercier-BP-Hutchinson    | m. t.      |
| 3  | Wim Schepers        | Caballero                | m. t.      |
| 4  | Willy Maes          | Flandria-De Clerck       | m. t.      |
| 5  | Jean-Marie Leblanc  | Pelforth-Sauvage-Lejeune | m. t.      |
| 6  | Rik van Looy        | Willem II-Gazelle        | + 29"      |
| 7  | Edward Sels         | Bic                      | m. t.      |
| 8  | Harry Steevens      | Willem II-Gazelle        | m. t.      |
| 9  | Gerben Karstens     | Peugeot-BP-Michelin      | m. t.      |
| 10 | Jan Janssen         | Pelforth-Sauvage-Lejeune | m. t.      |

### 4a etapa, 1r sector
11-03-1968. Marcigny - Charlieu, 40 km. CRE
|    | Equip                       | Temps    |
| -- | --------------------------- | -------- |
| 1  | Faema                       | 57' 58"  |
| 2  | Bic                         | + 3"     |
| 3  | Pelforth-Sauvage-Lejeune    | + 26"    |
| 4  | Smith's                     | + 33"    |
| 5  | Peugeot-BP-Michelin         | + 1' 06" |
| 6  | Willem II-Gazelle           | + 2' 00" |
| 7  | Zimba-Automatic             | + 3' 09" |
| 8  | Flandria-De Clerck          | + 3' 13" |
| 9  | Mercier-BP-Hutchinson       | + 3' 26" |
| 10 | Frimatic-Wolber-De Gribaldy | + 5' 44" |

### 4a etapa, 2n sector
11-03-1968. Charlieu - Saint-Étienne, 135 km.
|    | Ciclista              | Equip                       | Temps      |
| -- | --------------------- | --------------------------- | ---------- |
| 1  | Valere van Sweevelt   | Smith's                     | 3h 21' 40" |
| 2  | Ferdinand Bracke      | Peugeot-BP-Michelin         | + 4"       |
| 3  | René Grelin           | Frimatic-Wolber-De Gribaldy | + 1' 11"   |
| 4  | Antoon Houbrechts     | Flandria-De Clerck          | + 1' 35"   |
| 5  | Christian Raymond     | Peugeot-BP-Michelin         | m. t.      |
| 6  | Bernard van der Linde | Peugeot-BP-Michelin         | m. t.      |
| 7  | Charly Grosskost      | Bic                         | + 1' 38"   |
| 8  | Gérard Vianen         | Caballero                   | + 1' 42"   |
| 9  | Roger Swerts          | Mercier-BP-Hutchinson       | + 1' 45"   |
| 10 | Georges Vanconingsloo | Peugeot-BP-Michelin         | + 1' 47"   |

### 5a etapa
12-03-1968. Saint-Étienne - Bollène, 197 km.
|    | Ciclista            | Equip                    | Temps      |
| -- | ------------------- | ------------------------ | ---------- |
| 1  | Jan Janssen         | Pelforth-Sauvage-Lejeune | 4h 31' 22" |
| 2  | Jos van der Vleuten | Peugeot-BP-Michelin      | + 2"       |
| 3  | Bernard Guyot       | Pelforth-Sauvage-Lejeune | + 3' 08"   |
| 4  | Charly Grosskost    | Bic                      | m. t.      |
| 5  | Willy Monty         | Pelforth-Sauvage-Lejeune | m. t.      |
| 6  | Ferdinand Bracke    | Peugeot-BP-Michelin      | m. t.      |
| 7  | Claude Guyot        | Pelforth-Sauvage-Lejeune | m. t.      |
| 8  | Rolf Wolfshohl      | Bic                      | m. t.      |
| 9  | Wilfried David      | Flandria-De Clerck       | m. t.      |
| 10 | Lucien Aimar        | Bic                      | m. t.      |

### 6a etapa
13-03-1968. Pont-Saint-Esprit - Marignane, 212 km.
|    | Ciclista            | Equip                       | Temps      |
| -- | ------------------- | --------------------------- | ---------- |
| 1  | Walter Godefroot    | Flandria-De Clerck          | 5h 09' 38" |
| 2  | Guido Reybrouck     | Faema                       | m. t.      |
| 3  | Edward Sels         | Bic                         | m. t.      |
| 4  | Jan Janssen         | Pelforth-Sauvage-Lejeune    | m. t.      |
| 5  | Harry Steevens      | Willem II-Gazelle           | m. t.      |
| 6  | Valere van Sweevelt | Smith's                     | m. t.      |
| 7  | Gérard Vianen       | Caballero                   | m. t.      |
| 8  | Michael Wright      | Bic                         | m. t.      |
| 9  | Roger Swerts        | Mercier-BP-Hutchinson       | m. t.      |
| 10 | Carmine Preziosi    | Frimatic-Wolber-De Gribaldy | m. t.      |

### 7a etapa
14-03-1968. Marignane - Toló, 129.5 km.
|    | Ciclista          | Equip                       | Temps      |
| -- | ----------------- | --------------------------- | ---------- |
| 1  | Wilfried David    | Flandria-De Clerck          | 3h 33' 41" |
| 2  | Rolf Wolfshohl    | Bic                         | + 20"      |
| 3  | Marcel Maes       | Willem II-Gazelle           | + 2 '53"   |
| 4  | Jean-Louis Bodin  | Frimatic-Wolber-De Gribaldy | + 3' 02"   |
| 5  | Antoon Houbrechts | Flandria-De Clerck          | + 4' 16"   |
| 6  | Rolf Maurer       | Zimba-Automatic             | + 4' 31"   |
| 7  | Gilbert Bellone   | Mercier-BP-Hutchinson       | m. t.      |
| 8  | Edward Sels       | Bic                         | + 4' 46"   |
| 9  | Bernard Guyot     | Pelforth-Sauvage-Lejeune    | + 4' 59"   |
| 10 | Ferdinand Bracke  | Peugeot-BP-Michelin         | + 5' 48"   |

### 8a etapa, 1r sector
15-03-1968. Toló - Antibes, 147 km.
|    | Ciclista            | Equip                    | Temps      |
| -- | ------------------- | ------------------------ | ---------- |
| 1  | José Samyn          | Pelforth-Sauvage-Lejeune | 3h 34' 26" |
| 2  | Marinus Wagtmans    | Willem II-Gazelle        | m. t.      |
| 3  | Lucien Aimar        | Bic                      | m. t.      |
| 4  | Julien Stevens      | Smith's                  | + 49"      |
| 5  | Edward Sels         | Bic                      | + 1' 05"   |
| 6  | Jan Janssen         | Pelforth-Sauvage-Lejeune | m. t.      |
| 7  | Valere van Sweevelt | Smith's                  | m. t.      |
| 8  | Harry Steevens      | Willem II-Gazelle        | m. t.      |
| 9  | Jo de Roo           | Willem II-Gazelle        | m. t.      |
| 10 | Roger Swerts        | Mercier-BP-Hutchinson    | m. t.      |

### 8a etapa, 2n sector
15-03-1968. Antibes - Niça, 29.7 km. CRI
|    | Ciclista         | Equip                       | Temps    |
| -- | ---------------- | --------------------------- | -------- |
| 1  | Ferdinand Bracke | Peugeot-BP-Michelin         | 39' 17"  |
| 2  | Rolf Wolfshohl   | Bic                         | + 55"    |
| 3  | Herman van Loo   | Willem II-Gazelle           | + 1' 12" |
| 4  | Rolf Maurer      | Zimba-Automatic             | + 1' 34" |
| 5  | Charly Grosskost | Bic                         | + 1' 45" |
| 6  | Bernard Guyot    | Pelforth-Sauvage-Lejeune    | + 1' 46" |
| 7  | Jacques Anquetil | Bic                         | + 1' 49" |
| 8  | Harry Steevens   | Willem II-Gazelle           | + 1' 56" |
| 9  | Jean-Louis Bodin | Frimatic-Wolber-De Gribaldy | + 2' 02" |
| 10 | Jan Janssen      | Pelforth-Sauvage-Lejeune    | 2' 03"   |

## Classificacions finals

### Classificació general
|    | Ciclista          | Equip                       | Temps       |
| -- | ----------------- | --------------------------- | ----------- |
| 1  | Rolf Wolfshohl    | Bic                         | 34h 42' 21" |
| 2  | Ferdinand Bracke  | Peugeot-BP-Michelin         | + 2' 58"    |
| 3  | Jean-Louis Bodin  | Frimatic-Wolber-De Gribaldy | + 5' 12"    |
| 4  | Bernard Guyot     | Pelforth-Sauvage-Lejeune    | + 5' 40"    |
| 5  | Jan Janssen       | Pelforth-Sauvage-Lejeune    | + 6' 08"    |
| 6  | Charly Grosskost  | Bic                         | + 6' 22"    |
| 7  | Lucien Aimar      | Bic                         | + 7' 07"    |
| 8  | Antoon Houbrechts | Flandria-De Clerck          | + 7' 26"    |
| 9  | Gilbert Bellone   | Mercier-BP-Hutchinson       | + 7' 53"    |
| 10 | Jacques Anquetil  | Bic                         | + 8' 09"    |

## Evolució de les classificacions
| Etapa (Vencedor)                          | Classificació general |
| ----------------------------------------- | --------------------- |
| 0Pròleg (Charly Grosskost)                | Charly Grosskost      |
| 0Etapa 1 (Léo Duyndam)                    | Harry Steevens        |
| 0Etapa 2 (Walter Godefroot)               | Eddy Merckx           |
| 0Etapa 3 (Valere van Sweevelt)            | Eddy Merckx           |
| 0Etapa 4, 1r sector (Faema)               | Eddy Merckx           |
| 0Etapa 4, 2n sector (Valere van Sweevelt) | Ferdinand Bracke      |
| 0Etapa 5 (Jan Janssen)                    | Ferdinand Bracke      |
| 0Etapa 6 (Walter Godefroot)               | Ferdinand Bracke      |
| 0Etapa 7 (Wilfried David)                 | Rolf Wolfshohl        |
| 0Etapa 8, 1r sector (José Samyn)          | Rolf Wolfshohl        |
| 0Etapa 8, 2n sector (Ferdinand Bracke)    | Rolf Wolfshohl        |